# 2024年巴布亚新几内亚骚乱
2024年1月10日，巴布亚新几内亚首都莫尔斯比港及邻近的莱城发生大规模骚乱。从起初的数百名公职人员罢工，迅速演变成大面积针对商铺和基础设施的破坏。当地大量商铺被纵火焚烧，骚乱造成至少22人死亡，41人受傷。

## 起因
莫尔斯比港政府在支付公务员工资时，每人都被扣除了一笔26至80美元不等的费用。1月10日上午，约有200名军警人员聚集在国会大厦门口讨要说法。当地政府称只是电脑系统故障，被扣除的工资会在次日发还。但警务人员的罢工，让当地本就不良的治安迅速恶化，出现大面积针对商铺的破坏，大街上的汽车被点燃，不少商铺被纵火焚烧，成箱的商品被抢。騷亂還蔓延到首都以北300公里的城市萊城。有華人商店被襲擊，兩名中國公民受輕傷。

## 反应

### 国内
为应对骚乱，巴布亚新几内亚总理詹姆斯·马拉佩宣布进入为期14天的紧急状态，并要求至少1000名士兵待命，以便在“必需”情况下出手干预。他还宣布暂停巴布亚新几内亚皇家警察负责人、财政部主管官员及库务部长职务。
由于对马拉佩应对骚乱的领导力失去信心，六名内阁成员辞职，当中前国家计划部副部长詹姆斯·诺曼尼（James Nomane）。诺曼尼也呼吁马拉佩引咎辞职，并就此次危机指责马拉佩、警方和库务部长。

### 国外
就当地商铺及中国公民受伤的事件，中国驻巴布亚新几内亚大使馆向当地政府提出严正交涉，敦促对方迅速采取措施，确保中国公民及机构安全。